# Графство Лёвенштейн
Графство Лёвенштейн (нем. Grafschaft Löwenstein) — графство Священной Римской империи, существовавшее с XII в. до 1806 года. Название графства происходит от замка Левенштейн, под которым возник одноимённый город Левенштейн. Графство Левенштейн изначально было имперским графством, но было завоевано Вюртембергом в 1504 году в войне за ладсхутское наследство. В 1510 году графы Левенштейн вернули себе графство, но уже не как имперское графство, а как феод герцогства Вюртемберг.

## История

### Кальвы
Графы Левенштейн происходили из семьи графов Кальв, у которых было одно из главных владений вокруг Левенштейна (наряду с Кальвом и Зиндельфингеном), которое, вероятно, простиралось до Неккара, как это было в случае с приобретённым графом Адальбертом II поместьем в Лауффене. Адальберт III в результате брака с Куниццой фон Вильсбах приобрел владения в Вильсбахе и его окрестностях в Зульмтале и, вероятно, также был основателем в конце XI в. замка Левенштейн, расположенного над Зульмталема. Его сын Адальберт IV Кальвский (умер после 1146 г.) впервые назвал себя графом Левенштейном, между его сыновьями произошло разделение наследства: Адальберт V продолжил линию Кальв, его брат Бертольд (р. до 1152 г.; ум. в 1167 г.) получил графство Левенштейн и основал линию графов (Кальв) Левенштейн. Последним графом этой династии был Готфрид III фон Левенштейн (р. до 1252 г.; ум. н.д.), у которого, вероятно, не было сыновей (известны дочери Ричинца и Агнес). 21 октября 1277 года, вопреки желанию дочерей, Готфрид и его жена Софи продали графство князю-епископу Вюрцбурга Бертольду II фон Хеннебергу.

### Габсбурги
Из-за нехватки денег епископ 15 августа 1281 года продал графство Левенштейн императору Рудольфу I Габсбургу, который превратил его в императорскую вотчину и передал на присмотр своему внебрачному сыну Альбрехту фон Шенкенбергу. В дополнение к графству Левенштейн с замком и имениями ниже по реке Зульм (включая деревни Аффальтрах и Вильсбах, а также замки со слугами Левенштейна в Эшенау и Вейлере), графство в более широком смысле также включало в свой состав сеньорию Вольфзельдена с одноимённый замком, замок Хохдорф и деревни Бургшталь, Аффальтербах, Эрбштеттен, Байхинген-на-Неккаре и Гроссаспах, а также монастырский бейливик Муррхардт с монастырем Муррхардт, деревня Зульцбах с замком Лаутерек и множеством небольших деревушек на возвышенностях верхнего Мурра; Наконец, свободное плавание на нижнем Бреттахе (Лангенбойтинген, Нойдек) и в районе Корнвестхайма/Хоэнека. Рудольф передал Альбрехту десятину со всего региона Хайльбронна. С 1283 года Альбрехт называл себя графом фон Левенштейном, а также принял герб старых графов.
Король Рудольф пытался сломить власть отдельных дворянских родов на юго-западе империи. Трехлетняя битва между Рудольфом и графами Вюртембергскими, чье графство граничило с графством Левенштейн, закончилась ничьёй в 1287 году. Чтобы улучшить военное положение Левенштейна, Рудольф 11 ноября 1287 года предоставил городу Лёвенштрейн по образу имперского города Вайнсберг городские права, что позволило обнести его стеной. Примерно в то же время Мурхардт стал городом. В 1288 году Альбрехт фон Левенштейн приобрел город Бённигхайм, деревни Клеброн и Рамсбах, а также замок Обермагенхайм на Клебронн-Михаэльсберге (разрушен в XVI в.). После смерти Рудольфа в 1291 году Альбрехт временно потерял часть своих владений, но получил их обратно, когда его сводный брат Альбрехт стал императором в 1298 г. Когда в 1304 году умер Альбрехт фон Левенштейн, графство Левенштейн стало важным фактором имперской власти на её юго-западе.
Преемники Альбрехта — его вдова Луитгарда и сыновья не смогли сохранить владения и власть. Рейнская собственность постепенно была продана, и к ней были добавлены поместья Гляйхен (с Майнхардтом и Пфедельбахом) и Альтбёкинген. В 1309/10 году большая часть сеньории Вольфзельден была утрачена, позже эта участь постигла Беннигхайм, Магенхайм и Альтбёкинген. В 1330/1364 году была куплена сеньория Генриет. Однако в 1375 году из-за долгов граф Альбрехт II усилил отношения с Пфальцом, став министериалом при графе Рупрехте I. После смерти Альбрехта в 1382 году половина графства была передана Пфальцу, а после битвы при Дёффингене в 1388 году Муррхардт был отдан Вюртембергу. Поскольку Гляйхен и Майнхардт были заложены с 1380 года, графство Левенштейн теперь фактически состояло только из замка и города Левенштейн, а также деревень в Зульмтале, Хейнриете и Зульцбахе. Последний граф Левенштейн из Габсбургов Генрих опирался на своих соседей и стал советником в Вюртемберге. Поскольку брак Генриха остался бездетным, его младший брат Иоганн-Рудольф умер молодым, а старший брат Георг стал священнослужителем, примерно с 1420 года стало ясно, что графский род вымрет. Несколько благородных семей, в том числе Вайнсберги и Гогенлоэ, надеялись стать преемниками, но в 1441 г. Генрих продал графство Пфальцу, которому уже принадлежала половина. Он сохранил за собой значительные права, ему было разрешено продолжать использовать поступавшие доходы, а также получать ежегодную пенсию от Пфальца. После смерти Генриха в 1443 году его старший брат и каноник Бамберга Георг продолжал осуществлять правящие права. И только когда Георг умер 10 августа 1464 года, Левенштейн наконец стал частью Пфальца.

### Лёвенштайны
Палатинские графы расширили графство, купив Шмидхаузен и его деревни в Шмидбахтале, такие как Гагернберг, Йеттенбах и Кайзерсбах. В 1488 году курфюрст Филипп Пфальцский пожаловал графство Левенштейн своему двоюродному брату и приемному брату от морганатического брака Фридриха I с дочерью аугсбургского гражданина Кларой Тотт Людвигу. В 1476 г. Людвиг получил сеньорию Шарфенека в Пфальце, титуловаясь Людвигом фон Шарфенеком. В 1490 году Людвиг приобрел Абштат и замок Вильдек недалеко от Левенштейна, а в 1494 г. император Максимилиан I присвоил Людвигу звание и герб графа фон Левенштейна и возвел его в статус имперского графа. Ещё в 1504 году Людвиг стал жертвой борьбы Пфальцем и Вюртембергом в войне за ландсхутское наследство, а графство Левенштейн было завоевано и аннексировано Вюртембергом. Хотя он получил графство Вюртемберг ещё в 1510 году, оно уже было не имперским графством, а скорее вюртембергской вотчиной и частью герцогства Вюртемберг. В 1521 году Левенштейны в последний раз появились в императорском реестре среди швабских окружных имений.
В 1552 году раздел наследства привел к выделению ветви Левенштейн-Шарфенек, которой, помимо одноимённой сеньории имело сеньорию Хабитцхайм в Оденвальде и амт Абштатт. В 1574 году внук Людвига Людвиг III, женившийся в 1566 году на дочери графа Людвига цу Штольберга, вступил во владение имперским графством Вертхайм, поэтому его потомки называли себя графами (позже князьями) Левенштейн-Вертхайм. После разделения семьи на две линии разной конфессии с 1621 года графство Левенштейн перешло во владение протестантской линии Левенштейн-Вертхайм-Вирнебург (позже Левенштейн-Вертхайм-Фройденберг), для которой оно наряду с графством Вертхайм было одним из важнейших источников дохода. Владения вымершей в 1633 году ветви Шарфенек, включая Абштатт, перешли к католической линии Левенштейн-Вертхайм-Рошфор (позже Левенштейн-Вертхайм-Розенберг). Германская медиатизация привела к ликвидации графства, вместе с амтом Абстатт перешедшим к королевству Вюртемберг, хотя Левенштейн-Вертхайм сохранили за собой дворянские особые права.